# Metropol (Stuttgart)

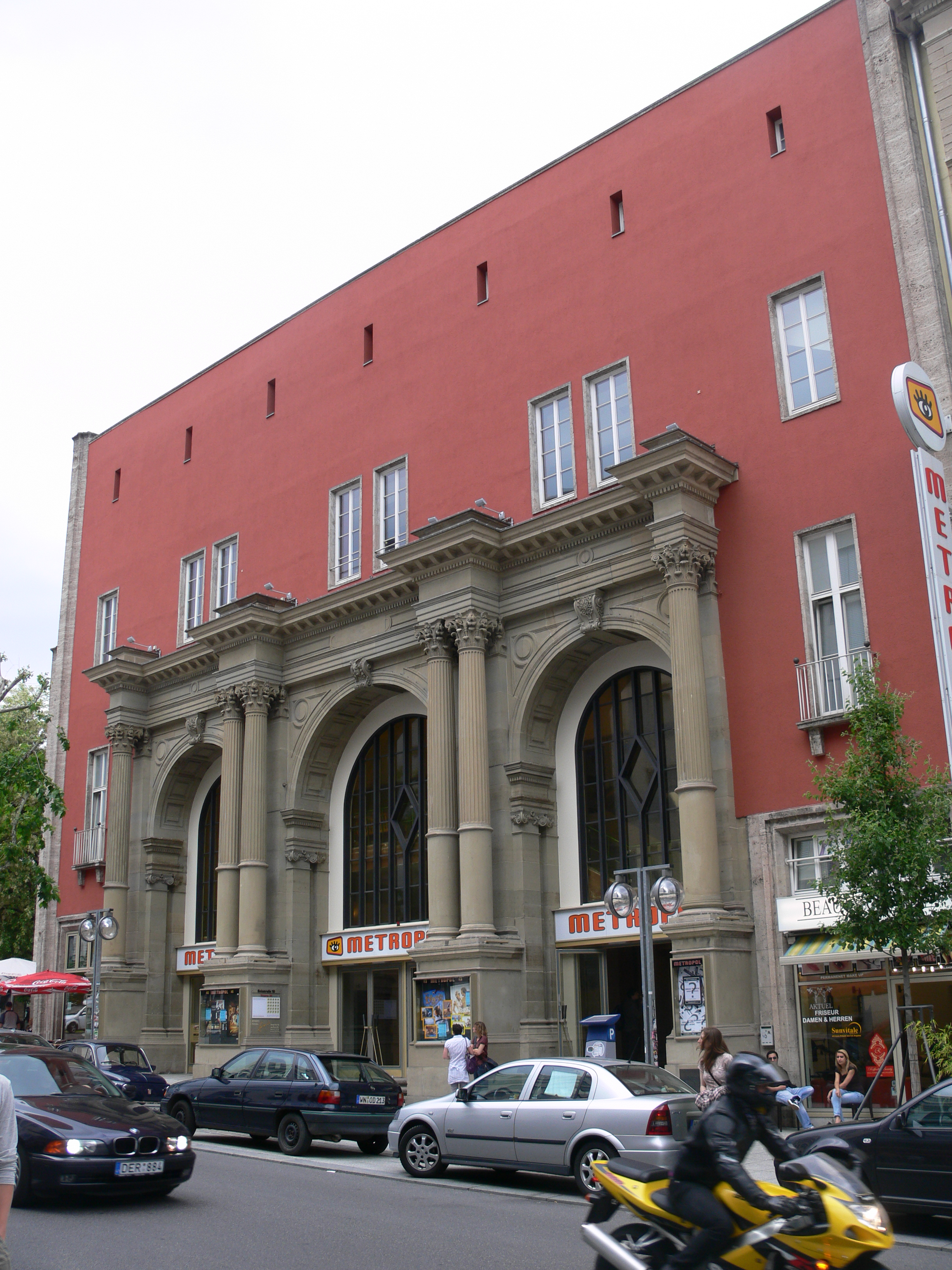
Das Metropol (2008)

Das Metropol ist ein denkmalgeschütztes Veranstaltungsgebäude in der Bolzstraße in der Stuttgarter Innenstadt.

## Geschichte

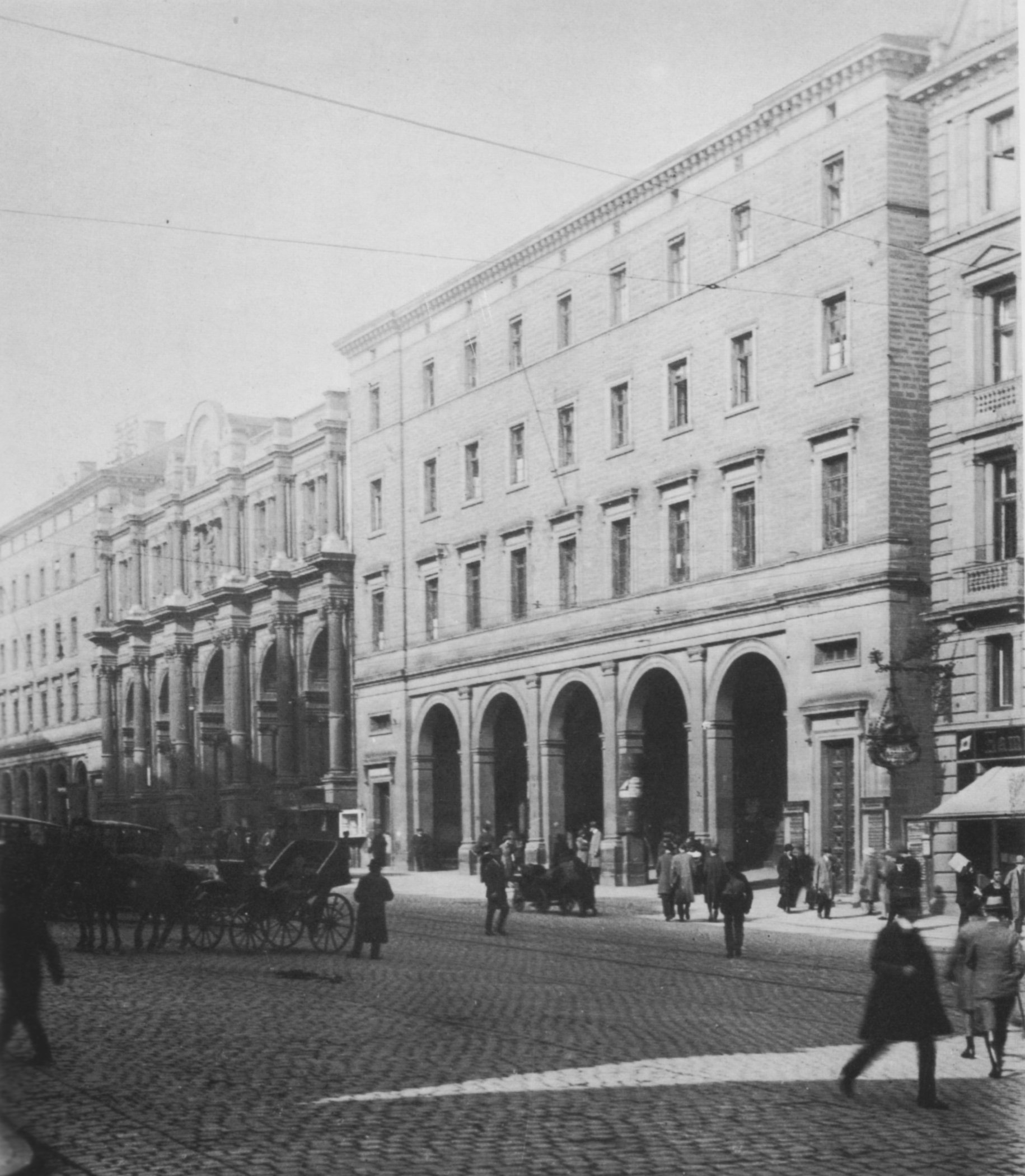
Alter Stuttgarter Bahnhof um 1910 (Stadtseite)

Das Gebäude steht an der Stelle des ersten Stuttgarter Bahnhofs, der 1846 eröffnet wurde. 1867 wurde das Bahnhofsgebäude von den Architekten Morlok und Wolff umgebaut. Der Eingangsbereich mit Bogen und Säulen wurde später nachgebaut. Nach der Eröffnung des heutigen Hauptbahnhofs 1922 wurde das Gebäude, seit 1925 im Besitz der Industriehof AG Stuttgart, zu einem Kino, das ab 1926 von der Schwäbischen Urania Lichtspiel GmbH als Ufa-Palast betrieben wurde. Mit 1221 Sitzplätzen war es das zweitgrößte Kino Stuttgarts. Bis zur Zerstörung durch Fliegerbomben im Jahr 1944 wurden dort über 500 Spielfilme gezeigt.
1948 übernahm das Ehepaar Philipp und Martha Metzler den Restbestand und erbaute den Metropol-Palast. Der große Theatersaal hatte 1400 Plätze. Es wurden Varieté-, Kabarett-, Film- und Tanzaufführungen dargeboten. Unter anderem traten Marika Rökk, die Londoner, Wiener und Berliner Philharmoniker sowie der Kabarettist Werner Kroll auf. Der Zauberer Kalanag bestritt 36 ausverkaufte Vorstellungen. Hollywood-Stars wie Kirk Douglas und Gary Cooper waren im Metropol bei Filmpremieren zu Gast. Errol Flynn kam 1952 zu Gegen alle Flaggen.
1960 wurde das Metropol geschlossen und als Palast-Kino weitergeführt. Der große Saal wurde in drei Kinosäle aufgeteilt. Das Gebäude kam 1982 in den Besitz der Technischen Werke der Stadt Stuttgart (TWS), ab 1992 Neckarwerke Stuttgart (NWS). Ab 1986 wurde jahrelang über Sanierung, Um- oder Neubau diskutiert. Denkmalschützer verhinderten den Abriss des Gebäudes. Die Mertz Filmtheater-Betriebe, die in der Nachbarschaft bereits die Kinos Gloria, EM und Cinema betrieben, pachteten das Haus und belebten den Namen „Metropol“ neu. Unter anderem wurden nun auch Direktübertragungen aus der Metropolitan Opera in New York gezeigt. Das Kino war Hauptspielstätte
von Stuttgarter Filmfestivals wie dem Fantasy Filmfest und dem Internationalen Trickfilm-Festival.
Das Gebäude wechselte weitere Male den Besitzer: 2006 zur Objektgesellschaft L 21 Stuttgart mbH der Bülow AG, 2012 zur Centery Stuttgart GmbH & Co. KG und 2014 zur Union Investment Real Estate GmbH.

## Gegenwart
Im November 2020 wurde bekanntgegeben, dass das Metropol-Kino zum 31. Dezember 2020 geschlossen wird. Begründet wurde dies mit mangelnder Wirtschaftlichkeit. Durch die Schließung während der COVID-19-Pandemie hatte sich die wirtschaftliche Lage weiter verschlechtert. Verhandlungen mit dem Eigentümer zur Senkung der Pacht waren erfolglos. Stattdessen schloss die Union Investment mit der Element Boulders GmbH einen Mietvertrag über 2250 Quadratmeter für eine Kletterhalle. Dagegen gab es Proteste und Demonstrationen aus der Kulturszene.
Im Januar 2023 wurde mit den Lochmann Filmtheaterbetrieben ein Mietverhältnis für 15 Jahre vereinbart. Nach einer Sanierung, bei der im großen Saal die mit Blattgold verzierte Lichtkuppel aus den 1950er Jahren freigelegt wurde, ist das Kino im Oktober 2024 mit drei Sälen wiedereröffnet worden.